# 亨里克·涅拉巴
亨里克·涅拉巴（波蘭語：Henryk Nielaba，1933年9月5日—），波兰男子击剑运动员。他曾代表波兰参加1964年、1968年和1972年夏季奥林匹克运动会击剑比赛，其中1968年奥运会获得一枚铜牌。